# Наттавін Ваттанагітіфат
Nattawin Wattanagitiphat (тай. ณัฐวิญญ์ วัฒนกิติพัฒน์; нар. 24 лютого 1994), псевдонім Апо (อาโป) — тайський актор і модель. Найбільш відомий своєю головною роллю у фільмах Sud Kaen Saen Rak (2015) та KinnPorsche (2022).

## Молодість і освіта
Наттавін Ваттанагітіпат народився 24 лютого 1994 року. Він відвідував Університет Таммасат, а потім перейшов на факультет комунікаційних мистецтв в Університет Рангсіт.

## Кар'єра
У 2014 році Наттавін підписав контракт як актор з Channel 3 і дебютував у фільмі Sud Kaen Saen Rak. Пізніше в тому ж році він знявся в тайському серіалі  Luead Mungkorn, який складається з 5 драм. У 2018 році його останнім лакорном із Channel 3 був Chart Suer Pun Mungkorn. Наттавін пішов у перерву понад 2 роки після закінчення терміну дії контракту в 2019 році .
У 2021 році Наттавін повертається як актор у серіалі «Thaiboys' love» (BL), KinnPorsche The Series, граючи роль Порша. Серіал був доступний на iQIYI.

## Особисте життя
У 2019 році він був висвячений на 1 місяць у храмі Сомфанас.

## Фільмографія

### Телебачення
| Рік  | Назва                   | Роль                        | Примітки       | Канал         |
| ---- | ----------------------- | --------------------------- | -------------- | ------------- |
| 2015 | Sud Kaen Saen Rak       | Тана Тавіваттана            | Роль підтримки | Channel 3     |
| 2015 | Luead Mungkorn: Krating | Тан Чен Ян (Янг)            | Роль підтримки | Channel 3     |
| 2015 | Luead Mungkorn: Raed    | Тан Чен Ян (Янг)            | Роль підтримки | Channel 3     |
| 2015 | Luead Mungkorn: Hong    | Тан Чен Ян (Янг)            | Роль підтримки | Channel 3     |
| 2016 | Chaat Payak             | А Вурн                      | Роль підтримки | Channel 3     |
| 2016 | Pra Teap Rak Hang Jai   | Понг Кхун Бун Джіракіт      | Головна роль   | Channel 3     |
| 2017 | Buang Banjathorn        | Санпаенг                    | Роль підтримки | Channel 3     |
| 2018 | Kai Mook Mungkorn Fire  | Інспектор Дантай            | Головна роль   | Channel 3     |
| 2018 | Nak Soo Taywada         | (Замаскований Тей)          | Роль гостя     | Channel 3     |
| 2018 | Prakasit Kammathep      | Харін                       | Роль підтримки | Channel 3     |
| 2018 | Chart Suer Pun Mungkorn | Лім Хенг Тіанг / Ах-Тянг    | Роль підтримки | Channel 3     |
| 2022 | KinnPorsche             | Porsche Pachara Kittisawasd | Головна роль   | One 31, iQIYI |

### Шоу
| Рік  | Назва                     | Роль  | Канал                  | Прим.  |
| ---- | ------------------------- | ----- | ---------------------- | ------ |
| 2015 | 3 Zaap (3 แซบ)            | Гість | Polyplus Entertainment | [ 9 ]  |
| 2016 | Lady konkrua (Lady ก้นครัว) | Гість | Lady ก้นครัว             | [ 10 ] |
| 2016 | 3 Zaap (3 แซบ)            | Гість | Polyplus Entertainment | [ 11 ] |
| 2016 | ปากว่ามือถึง                 | Гість | Channel 3 (Thailand)   | [ 12 ] |
| 2017 | ตลาดสดพระราม๔             | Гість | Polyplus Entertainment | [ 13 ] |
| 2017 | Suek 12 Rasi (ศึก 12 ราศี)  | Гість | Polyplus Entertainment | [ 14 ] |
| 2017 | At Ten (ตีสิบ)              | Гість | 2020 ENTERTAINMENT     | [ 15 ] |
| 2021 | คุณพระช่วย                  | Гість | Workpoint TV           | [ 16 ] |
| 2021 | GACHA GACHA ท้าอร่อย 2      | Гість | Amarin TV              | [ 17 ] |
| 2022 | Перевірка звуку           | Гість | One 3                  | [ 18 ] |

## Дискографія
| Рік  | Назва пісні                    | Альбом                    | Прим.  |
| ---- | ------------------------------ | ------------------------- | ------ |
| 2016 | ถักทอด้วยหัวใจ (Акустична версія) | Pra Teap Rak Hang Jai OST | [ 19 ] |

## Концерти
| Рік  | Події                                         | Примітки              |
| ---- | --------------------------------------------- | --------------------- |
| 2017 | LOVE IS IN THE AIR: Channel 3 Charity Concert | З артистами Channel 3 |
| 2022 | KinnPorscheWorldTour                          | З кастом KinnPorsche  |